# Wolfgang Pietzsch
Wolfgang Walther Pietzsch (ur. 21 grudnia 1930 w Wittgendorf, zm. 29 grudnia 1996 w Lipsku) – niemiecki szachista, arcymistrz od 1965 roku.

## Kariera szachowa
W latach 50 i 60. XX wieku należał do ścisłej czołówki szachistów Niemieckiej Republiki Demokratycznej. Czterokrotnie (1949, 1959, 1962, 1967) zdobył złote oraz trzykrotnie (1950, 1951, 1958) srebrne medale indywidualnych mistrzostw kraju. Pomiędzy 1952 a 1968 r. sześciokrotnie uczestniczył w szachowych olimpiadach (zdobywając 43½ pkt w 82 partiach), pięciokrotnie zajmując wspólnie z drużyną miejsca w pierwszej dziesiątce.
Wolfgang Pietzsch odniósł kilka sukcesów w turniejach międzynarodowych, m.in.:
- VII m. w Hawanie (1962, I memoriał José Raúla Capablanki, za Miguelem Najdorfem – którego w bezpośrednim pojedynku pokonał, Borysem Spasskim, Lwem Poługajewskim, Svetozarem Gligoriciem, Wasilijem Smysłowem i Borislavem Ivkovem, a przed m.in. Victorem Ciocalteą, Ludkiem Pachmanem i Aleksandarem Matanoviciem)[3],
- dz. III m. w Bad Liebenstein (1963, za Lwem Poługajewskim i Aivarsem Gipslisem, wspólnie z Mato Damjanoviciem, przed m.in. Burkhardem Malichem i Wolfgangiem Uhlmannem)),
- I m. w Lipsku (1965, przed Władimirem Liberzonem i Lubomirem Kavalkiem),
- III m. w Tbilisi (1965, za Buchuti Gurgenidze i Romanem Dżindżichaszwilim, przed Andorem Lilienthalem),
- dz. V m. w Sarajewie (1966, za Michaiłem Talem, Dragoljubem Ciriciem, Borislavem Ivkovem i Ludkiem Pachmanem, wspólnie z Milanem Matuloviciem).

W 1960 r. uczestniczył w rozegranym w Madrycie turnieju strefowym (eliminacji mistrzostw świata), zajmując VIII miejsce. W lutym 1969 r. zajął VI m. w finale mistrzostw NRD, w marcu wystąpił w drużynowym turnieju w Moskwie, a następnie wycofał się z gry w turniejach szachowych. 
Według systemu Chessmetrics, najwyższy ranking osiągnął w maju 1966 r., z wynikiem 2611 punktów zajmował wówczas 51. miejsce na świecie.